# Riccia gougetiana
Riccia gougetiana là một loài rêu trong họ Ricciaceae. Loài này được Durieu & Mont. mô tả khoa học đầu tiên năm 1849.